# Schwingklub Winterthur
Der Schwingklub Winterthur ist ein Schwingklub aus Winterthur. Der Schwingkeller des Klubs befindet sich im Stadion Deutweg.

## Geschichte
Der Schwingklub wurde am 5. Oktober 1902 von 33 Männern im Restaurant Krone in Töss gegründet. 1906 besitzt der Klub bereits 34 Aktiv- und 89 Passivmitglieder. Im Februar 1908 wurden an einer Vorstandssitzung Zutrittsprüfungen eingeführt, so musste ein Kandidat für die Aktivmitgliedschaft 3 Übungsstunden besuchen und ein Zentner fünfmal hochheben können. Dies wurde eingeführt, da sich viele Mitglieder gemeldet haben, die zu schwach sind, um zu schwingen. Von August 1915 bis März 1919 wurde über die Vorstandsmitglieder wegen des Ersten Weltkrieges eine Rücktrittsperre verhängt. In den 1920er-Jahren war Fritz Hagmann erfolgreich, er wurde 1924 Olympiasieger im Freistilringen im Mittelgewicht und gewann 1927 die erste Ausgabe der Kilchberger Schwinget. Ein Sieg an einem Eidgenössischen Schwing- und Älplerfest blieb ihm bis zuletzt verwehrt, 1926 scheiterte er mit einem gestellten Schlussgang am Festsieg.
Im Jahr 1953 durfte der Klub das Eidgenössische Schwing- und Älplerfest zum 50-jährigen Jubiläum des Schwingerverbands durchführen. An diesem Schwingfest in Winterthur wurde dann auch gleich das erste Mal mit Walter Flach, dem Sieger der vorjährigen Kilchberger Schwinget, ein Winterthurer Schwingkönig. 1961 wurde mit Karl Meli der zweite Winterthurer Schwingkönig, diesen Erfolg konnte er drei Jahre danach 1964 wiederholen, 1966 scheiterte Meli im Schlussgang an Ruedi Hunsperger. 1965 überschritt die Mitgliederzahl des Klubs die 500er-Marke. In den Jahren 1967 und 1973 wurde Meli Sieger an der Kilchberger Schwinget. Im Jahr 1976 erreichte die Mitgliederzahl mit über 1000 Mitgliedern ihren Höhepunkt. 1977 wurde mit Arnold Ehrensberger der Dritte und vorerst letzte aus den Reihen des Winterthurer Schwingklubs Schwingkönig am Eidgenössischen.
Zurzeit erfolgreichster Schwinger des Schwingklubs Winterthur ist Samir Leuppi, der als einziger Winterthurer am Eidgenössischen Schwingfest 2019 in Zug einen Kranz geholt hat.

## Eschenbergschwinget
Der Klub veranstaltet regelmässig ein Schwingfest auf der Lichtung im Stadtwald Eschenberg. Die erste Veranstaltung dieser Art in Form einer Klubschwinget fand bereits am 30. August 1903 auf der Lichtung statt. Zwischen 1914 und 1927 war meistens der Sporrer in Wülflingen Austragungsort der Jahresschwinget. Ab 1932 fand die Schwinget schliesslich mit Ausnahme von 1945 ohne Unterbruch auf dem Eschenberg statt.